# Casetes (Argentona)
Les Casetes és una obra d'Argentona (Maresme) protegida com a Bé Cultural d'Interès Local.

## Descripció
Grup de sis habitatges populars de cós entre mitgeres, de planta baixa, amb jardí al davant, l'interès de la qual radica en la tipologia del seu agrupament i els espais lliures que genera.
La tanca exterior de les cases és de balustrada.
Els noms populars per els quals es coneixen són els següents: Núm. Villa Mari-Rosa, núm. 7 Villa Elisa, núm. 9 villa Aurora, Núm. Villa Rica, núm. Villa Ninfa.